# Claritas PRIZM
 (mai 2016).
Si vous disposez d'ouvrages ou d'articles de référence ou si vous connaissez des sites web de qualité traitant du thème abordé ici, merci de compléter l'article en donnant les références utiles à sa vérifiabilité et en les liant à la section « Notes et références ».
Nielsen PRIZM (autrefois « Claritas PRIZM ») est un système de classification des consommateurs en différents « segments » socio-géo-démographiques. Il a été développé aux États-Unis par Claritas Inc., une société néerlandaise spécialisée dans l'acquisition, le traitement et l'analyse des données consommateurs, qui a ensuite été achetée par l'entreprise Nielsen Company.
Ce système a souvent été présenté comme un outil et rendu de segmentation de la clientèle, et il a effectivement principalement été très utilisé comme tel pour la publicité, le marketing et notamment les commercialisations ciblées de produits et services aux États-Unis dans les années 1990 et continue de l'être aujourd'hui sous des formes plusieurs fois mises à jour. Mais il a aussi été utilisé par les sciences humaines et sociales pour qualifier certains échantillonnages de population ou des facteurs associés à certaines sous-catégories de classes sociales.

## Principes et évolutions
Les « segments » qui constituent cet outil de classification ont été développés, en partie, par l'intermédiaire de l'analyse des données du recensement des États-Unis. l'un des principes sous-tendant l'approche est que du point de vue statistique chaque individu et consommateur est fortement conditionné par le lieu où l'on vit .
PRIZM NE (New Evolution) est la version mise à jour du modèle original du PRIZM  qui comportait 62  « segments ». 
Le système de PRIZM US catégorise les consommateurs en 14 groupes distincts et 66 types (ou sous-catégories sociales, démographiques et comportementales distinctes dites  « segments ») afin d'aider les commerçants et publicitaires à discerner plus finement les goûts de chaque catégorie de consommateurs, ainsi que leurs aversions,  modes de vie et comportements d'achat.
PRIZM est une sorte d'intermédiaire entre le codage socioéconomique des ménages et des codages de niveaux géographiques. Il permet une « rétrogradation » du niveau socio_géo-démographique à celui des ménages.
Par exemple, le segment « The Cosmopolitans » est défini comme étant composé d'immigrants et de descendants de parents d'origines multi-culturelles vivant dans des quartiers multilingues et multi-raciaux. PRIZM dispose d'une base de données spécifique de codes postaux où ce segment des Cosmopolitains est prédominant. 
De même, les enfants du segment « Kids & Cul-de-Sacs » est défini comme étant constitué de couples mariés avec enfant, vivant en banlieue, dans des habitations haut de gamme, généralement dans les lotissements de construction récente.

## Utilisations
L'utilisation principale est la publicité ou l'argumentation commerciale ciblée. 
Un grand nombre d'entrepôts de données associe un code issu de PRIZM à chaque identifiant de client. Par exemple, une banque est susceptible d'associer ces deux codes de manière à pouvoir commercialiser des produits supplémentaires supposés mieux convenir au client (ou à ses moyens financiers).
La Recherche utilise parfois PRIZM pour bénéficier de données massives sur un grand nombre de personnes et d'une facilité de comparaison de résultats d'une étude à l'autre ou d'une région à l'autre.

## Liste de segments
1. Upper Crust:
2. Blue Blood Estates:
3. Movers & Shakers:
4. Young Digerati:
5. Country Squires:
6. Winner's Circle:
7. Money & Brains:
8. Executive Suites:
9. Big Fish, Small Pond:
10. Second City Elite:
11. God's Country:
12. Brite Lites, Li'l City:
13. Upward Bound:
14. New Empty Nests:
15. Pools & Patios:
16. Bohemian Mix:
17. Beltway Boomers:
18. Kids & Cul-de-Sacs:
19. Home Sweet Home:
20. Fast-Track Families:
21. Gray Power:
22. Young Influentials:
23. Greenbelt Sports:
24. Up-and-Comers:
25. Country Casuals:
26. The Cosmopolitans:
27. Middleburg Managers:
28. Traditional Times:
29. American Dreams:
30. Suburban Sprawl:
31. Urban Achievers:
32. New Homesteaders:
33. Big Sky Families:
34. White Picket Fences:
35. Boomtown Singles:
36. Blue-Chip Blues:
37. Mayberry-ville:
38. Simple Pleasures:
39. Domestic Duos:
40. Close-In Couples:
41. Sunset City Blues:
42. Red, White & Blues:
43. Heartlanders:
44. New Beginnings:
45. Blue Highways:
46. Old Glories:
47. City Startups:
48. Young & Rustic:
49. American Classics:
50. Kid Country, USA:
51. Shotguns & Pickups:
52. Suburban Pioneers:
53. Mobility Blues:
54. Multi-Culti Mosaic:
55. Golden Ponds:
56. Crossroads Villagers:
57. Old Milltowns:
58. Back Country Folks:
59. Urban Elders:
60. Park Bench Seniors:
61. City Roots:
62. Hometown Retired:
63. Family Thrifts:
64. Bedrock America:
65. Big City Blues:
66. Low-Rise Living: